# Raise a Little Hell
Raise a Little Hell è il quinto album in studio del gruppo musicale rock nordirlandese The Answer, pubblicato nel 2015.

## Tracce
1. Long Live The Renegades – 4:18 (Heatley, Mahon, Neeson, Waters)
2. The Other Side – 4:20 (Heatley, Mahon, Neeson, Waters)
3. Aristocrat – 3:35 (Heatley, Mahon, Neeson, Waters)
4. Cigarettes & Regret – 3:25 (Court Clement, Jaren Johnson, Neil Mason)
5. Last Days Of Summer – 5:36 (Heatley, Mahon, Neeson, Waters)
6. Strange Kinda' Nothing – 5:19 (Heatley, Mahon, Neeson, Waters)
7. I Am What I Am – 3:32 (Heatley, Mahon, Neeson, Waters)
8. Whiplash – 4:05 (Heatley, Mahon, Neeson, Waters)
9. Gone Too Long – 3:57 (Heatley, Mahon, Neeson, Waters)
10. Red – 3:26 (Tyler Bryant, Neil Mason)
11. I Am Cured – 4:18 (Heatley, Mahon, Neeson, Waters)
12. Raise A Little Hell – 5:08 (Heatley, Mahon, Neeson, Waters)

Durata totale: 50:59

## Edizione limitata
L'edizione limitata, stampata sia in versione CD che in vinile, comprende un secondo disco contenente 6 bonus track
1. Feel Like I'm On My Way – 3:48
2. Flying – 4:10
3. I Will Follow On – 4:26
4. The Other Side (Acoustic Version) – 4:52
5. Gone Too Long (Acoustic Version) – 4:03
6. Strange Kinda' Nothing (Unplugged Version) – 4:16

Durata totale: 25:35

## Formazione
- Cormac Neeson - voce
- Paul Mahon - chitarre
- Micky Waters - basso
- James Heatley - batteria